# Petrus I. von Grado
Petrus I. von Grado, später Pietro (I.) Marturio genannt (* 1. Hälfte 9. Jahrhundert; † 878 in Grado), war von 874 bis 878 Patriarch von Grado im Nordosten Italiens. Der Doge von Venedig, Ursus, zwang ihn, sein Vorschlagsrecht für die sechs zu seinem Machtbereich gehörenden Bistümer, die Suffraganbistümer des Patriarchen waren, für zukünftige Bischöfe zu akzeptieren. Damit drängte Ursus einerseits den Einfluss des Papstes, der den Patriarchen unterstützt hatte, andererseits denjenigen der Ortskirchen, aber auch den Einfluss des Patriarchen von Aquileia ab, aus dessen Amtsbezirk im 5. Jahrhundert das Patriarchat von Grado hervorgegangen war. Den überwiegenden Teil seiner Amtszeit verbrachte Petrus außerhalb von Grado, darunter in Rom und in Venedig.

## Amtsübernahme
Wichtigste Quelle zu Petrus ist die Istoria Veneticorum des Johannes Diaconus, die um 1000 entstand. Sie erwähnt allerdings nicht den Namen der Familie, der Petrus entstammte. Nur das Chronicon Altinate nennt als Vater des Patriarchen einen Giovanni Marturio. Johannes Diaconus nennt Petrus einen „vir sanctitate precipuus gramatice artis peritus“, der sich nach dem Tod seines Vorgängers Vitalis und seiner Wahl für unwürdig für das Amt fühlte und „ad Italiam“ floh. Er floh also auf das italienische Festland, wohl ins Regnum Italiae, im Bewusstsein, dass seine Lebensführung und seine Kunst ihn für die Amtsführung keineswegs geeignet machten. Von dort kehrte er dennoch zurück – „tandem precibus reductus“ – und übernahm Amt und Titel.
Die Weigerung, das Amt zu übernehmen, könnte aber auch handfeste Gründe haben. Sie könnte in der politischen Unsicherheit, wie sie der Tod des Deodato, des Bischofs von Altino-Torcello im Jahr 864 erweist, liegen, wie Gherardo Ortalli annimmt. Eine solche politische Dimension wurde mit der Wahl Ursus’ zum Dogen, die wenige Monate vor dem Mord erfolgt war, umso wahrscheinlicher.

## Streit mit dem Dogen um die Besetzung der Suffraganbistümer
Der Konflikt zwischen dem Dogen und dem Patriarchen zeigte sich kurz nach der Wahl des Petrus. Beim Tod Senatores, des Nachfolgers des Deodato, wurde Dominicus Bischof von Altinum-Torcello, Abt des Klosters von Altinum, von dem Johannes Diaconus behauptet, er habe sich selbst entmannt. Petrus berief sich auf die Vorgaben des kanonischen Rechts, als er den Neugewählten wegen dieses körperlichen Defektes exkommunizierte. Damit allerdings ging er zugleich gegen das „ducis decretum“ an, womit er den Rückhalt des Dogen Ursus verlor. Er musste infolgedessen nach Istrien fliehen, womit er sich im Machtgebiet des Patriarchen von Aquileia aufhielt.
Die Aussöhnung zwischen dem Dogen und dem Patriarchen gelang auch während des Aufenthalts des Petrus auf Rialto nicht, der immerhin ein Jahr andauerte. Während dieses Jahres hielt er sich in San Zulian auf, das zum Patrimonium seiner Familie gehörte, denn sie war 829 auf Geheiß jenes Giovanni Marturio errichtet worden. Der Patriarch floh von dort nach Rom und wurde von Papst Johannes VIII. angehört. Während Petrus nun die päpstliche Rückendeckung erhielt, gelang es dem Dogen, die Loyalität der Lagune von Grado und der dem Patriarchen untergebenen Bischöfe zu gewinnen. Die Ursache dafür dürfte in der prekären Lage Grados gelegen haben, denn die Flotte des Dogen verteidigte 875 Grado gegen die Sarazenen, die die Stadt zwei Tage lang belagerten, und gegen die Slawen, die 876 die Stadt bedrohten.
Die Briefe Papst Johannes VIII., die er in den Jahren 876 und 877 abfasste, erlauben es, die Phasen des Konflikts genauer zu untersuchen. Einen ersten Interventionsversuch stellte die Bestellung der sechs Suffraganbischöfe Grados nach Rom zu einer Kirchenversammlung dar. Diese Einladung erfolgte allerdings durch einen Brief vom 24. November 876, der sich unmittelbar an den Dogen Ursus richtete. Die Einberufung wurde ignoriert, obwohl sie wiederholt wurde, wie der Papst in einem Brief vom 1. Dezember beklagt. Dieser Brief richtete sich an Dominicus, den Bischof von Olivolo, und an Bischof Leo von Caorle. Darin droht er Bischof Felix von Metamaucum mit der Exkommunikation, ebenso wie den Bischöfen Petrus von Equilium und Dominicus von Altinum-Torcello, für den Fall, dass sie der Einladung nicht Folge leisten würden. In zwei weiteren Briefen, diesmal direkt an die Bischöfe von Metamaucum und Equilium, bzw. an Dominicus gerichtet, wiederholte er diese Drohung. In einem letzten Schreiben an Ursus erklärt der Papst Dominicus nicht mehr der Selbstverstümmelung für schuldig, sondern nennt ein „ambicionis crimen“. Umstände und Motivation für die päpstliche Einmischung bleiben dabei insgesamt dennoch recht unklar.
Die vier Briefe vom Dezember 876 wurden Delto, dem Bischof von Rimini überantwortet, dem er den Konflikt mit den Suffraganen erläutert – den wir sonst nur aus Johannes Diaconus erschließen können –, indem er Petrus als „reverentissimus Venetiarum metropoleus antistes, multis suffraganeorum suorum gravatus molestiis et canonice constitutioni in repugnantibus malis oppressus“ erklärt. Er unterscheidet also klar zwischen der positiv zu bewertenden Rolle als Doge und der unterdrückerischen und belästigenden gegenüber den Suffraganen, zwischen seiner weltlichen Rolle und seinem Verhalten gegenüber den obersten Klerikern seines Dukats.
Johannes VIII. berief eine Synode nach Ravenna für den Sommer 877 ein. Da dort die anstehenden Konflikte gelöst werden sollten, wiederholte der Papst in den drei Briefen, die der Synode vorangingen, nämlich zwischen Mai und Juli 877, nicht mehr die besagten Drohungen. Er schlug einen versöhnlicheren Ton an und schlug vor, die „altercatio“ zu lösen, aber auch, um „illius statum reformare provincie“. Johannes Diaconus bestätigt, dass zu dieser Synode die Bischöfe von Equilium und Caorle, aber auch diejenigen eingeladen wurden, die in Abwesenheit des Patriarchen gewählt worden waren, und damit ohne Konsekration waren. Diese waren die Bischöfe von Olivolo, Metamaucum und Cittanova. Die Bischöfe aus Venetia kamen erst verspätet in Ravenna an, was zur Folge hatte, dass sie exkommuniziert wurden. Doch der Doge Ursus griff ein – „duce interpellante“ –, so dass diese Abtrennung von der Kirche nicht zur Ausführung kam.
Johannes Diaconus berichtet von weiteren Ortswechseln des Patriarchen Petrus, der weit entfernt von seinem Amtssitz blieb. So ging er nach Bologna, Parma und schließlich Pavia im Gefolge des Papstes, der dort im September 877 den Einzug des Karolingerkönigs Karl III. erwartete. Als der Papst nach Rom zurückkehrte, ging Petrus nach Treviso, wo eine Reihe von Gesandtschaften, befördert durch den Ortsbischof Landolo, schließlich zur Konfliktlösung Entscheidendes beitrug.
Die von Johannes Diaconus geschilderten Bedingungen erweisen einen Kompromiss, der schließlich von Petrus im Dogenpalast abgezeichnet wurde. Die Position des Dogen wurde weitgehend anerkannt. Petrus kehrte nach Grado zurück und weihte nunmehr die in seiner Abwesenheit eingesetzten Bischöfe. Allerdings wurde die Konsekrierung des Dominicus von Altinum für undurchführbar erklärt, solange Petrus lebte. Immerhin durfte er an seinem Amtssitz Torcello (?) bleiben und weiterhin über seine Einnahmen aus dem Bistum verfügen.
Petrus starb 878 kurz nach seiner Rückkehr nach Rialto in der Kirche San Zulian.

## Folgen für das Verhältnis zu Venedig
Wie Antonio Niero 1987 konstatierte, hatte der Konflikt zur Folge, dass nicht nur ein fester Kreis von sechs Bistümern an das Patriarchat von Grado gebunden wurde, sondern dass dieser stark von der Kontrolle des Dogen abhing. Das neue System zeigte seine Durchschlagskraft im Sinne des Dogen, als Victor, Petrus’ Nachfolger, jenen Dominicus weihte. Er musste nämlich schwören, jeden in Zukunft vom Dogen vorgeschlagenen Kandidaten zu akzeptieren. Damit war das Verhältnis zwischen Dukat und Kirche im Herrschaftsgebiet Venedigs auf lange Zeit festgelegt.